# Clarkson (Nebraska)
Clarkson es una ciudad ubicada en el condado de Colfax, Nebraska, Estados Unidos. Según el censo de 2020, tiene una población de 641 habitantes.

## Geografía
La localidad está ubicada en las coordenadas 41°43′24″N 97°7′17″O / 41.72333, -97.12139 (41.723424, -97.12152). Según la Oficina del Censo de los Estados Unidos, Clarkson tiene una superficie total de 2.05 km², correspondientes en su totalidad a tierra firme.

## Demografía
Según el censo de 2020, hay 641 personas residiendo en Clarkson. La densidad de población es de 312,68 hab./km². El 94.54% de los habitantes son blancos, el 0.31% son asiáticos, el 1.40% son de otras razas y el 3.74% son de una mezcla de razas. Del total de la población, el 4.68% son hispanos o latinos de cualquier raza.